# Lischeid
Lischeid ist einer von elf Ortsteilen der Gemeinde Gilserberg im nordhessischen Schwalm-Eder-Kreis.

## Geografie
Lischeid grenzt im Süden an den Landkreis Marburg-Biedenkopf, im Westen nur kurz an den Landkreis Waldeck-Frankenberg. Einige hundert Meter nördlich von Lischeid verläuft die Rhein-Weser-Wasserscheide, dahinter liegen die Südausläufer des Kellerwaldes mit dem Nationalpark Kellerwald-Edersee. Lischeid liegt 65 km südlich von Kassel, 25 km nordöstlich von Marburg und 10 km westlich von Schwalmstadt.
Der alte Ortskern Lischeids liegt auf einem nach Süden abfallenden Hügel, dessen Kamm die Hohe Warte (Rhein-Weser-Wasserscheide) bildet. Umringt wird der Ort von drei weiteren Bergen, dem Tannenberg im Osten, der Spich im Süden und der Bergseite im Westen.

## Geschichte

### Ursprung des Ortsnamens
Die älteste urkundliche Schreibweise stammt aus dem Jahre 1251 und heißt „Lichtenscheit“. Diese Bezeichnung geht wohl darauf zurück, dass im Zuge des Bevölkerungszuwachses junge Familien die Täler hinauf zogen und die dichten Wälder rodeten. Dadurch entstanden Lichtungen und in der Folge der Ort Lischeid. Im Laufe der Geschichte entwickelte sich der Ortsname fort: Leytensceith, Littenscet, Lechtensceth, Lysscheiit, Lichscheidt, Lischeid.
Nach dem Roden des Urwaldes erhält das Licht der Sonne freien Eingang. Die Endsilben -sceith, -scet, -scheiit, -scheidt bezeichnen jede Art von Grenzen. Hier scheiden sich Licht, Wetter, Wasser und sogar die Trachten, selbst eine politische Grenzlinie lief einst durch die Dorflage. Auf der einen Seite der Lahngau, auf der anderen der Hessengau. Lischeider Wasser fließen zum Rhein, nördlich beginnt das Stromgebiet der Weser.

### Ortsgeschichte

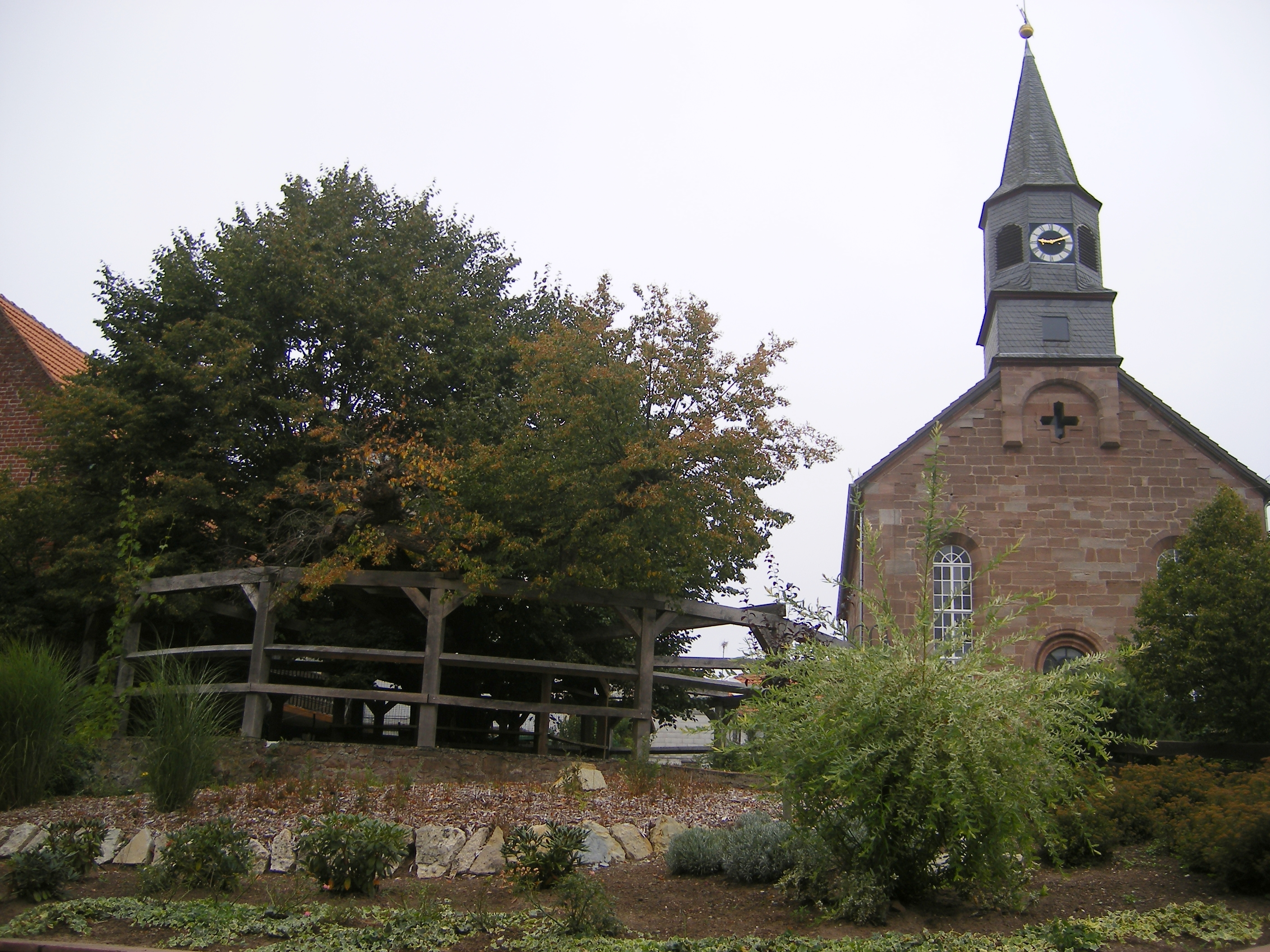
Dorflinde und evangelische Dorfkirche im alten Ortskern

Die älteste bekannte schriftliche Erwähnung von Lischeid erfolgte unter dem Namen Lichtenscheit im Jahr 1251. Eine Hälfte des Ortes gehörte damals dem Kloster Haina, das den Zehnten in diesem Teil des Orts einfordern durfte. 1264 erwarb das Kloster von Werner Boppendorf auch die andere Hälfte und man war ihm gegenüber lehnspflichtig. Auch der Gerichtsstand befand sich vom 8. Dezember 1265 bis 1350 beim Kloster Haina. Etwa um 1300 soll die Tanzlinde gepflanzt worden sein, und zwar bei der Einweihung einer kleinen Kirche mit einem Kirchhof. 1350 gab das Kloster Haina das Gericht wieder an die Grafen von Ziegenhain zurück, denen es fortan als Lehen gehörte. Trotzdem blieben die Bauern mit der 11. Garbe, dem Rauchhuhn und anderen Diensten dem Kloster Haina abgabepflichtig bis zur Ablösung im 19. Jahrhundert. 1550 wurden Spich und Bergseite Gebrauchswald (Bau- und Brennholz), im selben Jahr wurde die Leibeigenschaft aufgehoben. Im Jahre 1570 zählte Lischeid 29 Haushaltungen. Von 1628 bis 1648 gehörte der Ort wegen der Marburger Erbschaft zu Oberhessen. Die Gemeindeflur wurde 1754 neu vermessen. 1776 lebten bereits ca. 200 Einwohner in Lischeid. Hinzu kamen wegen der Straßenkreuzung zwei Zöllner. Lischeid hatte zu jener Zeit ein Brauhaus, eine Zollstation, ein Backhaus mit Halseisen für Felddiebe und ein Hirtenhaus sowie einen Schlagbaum.

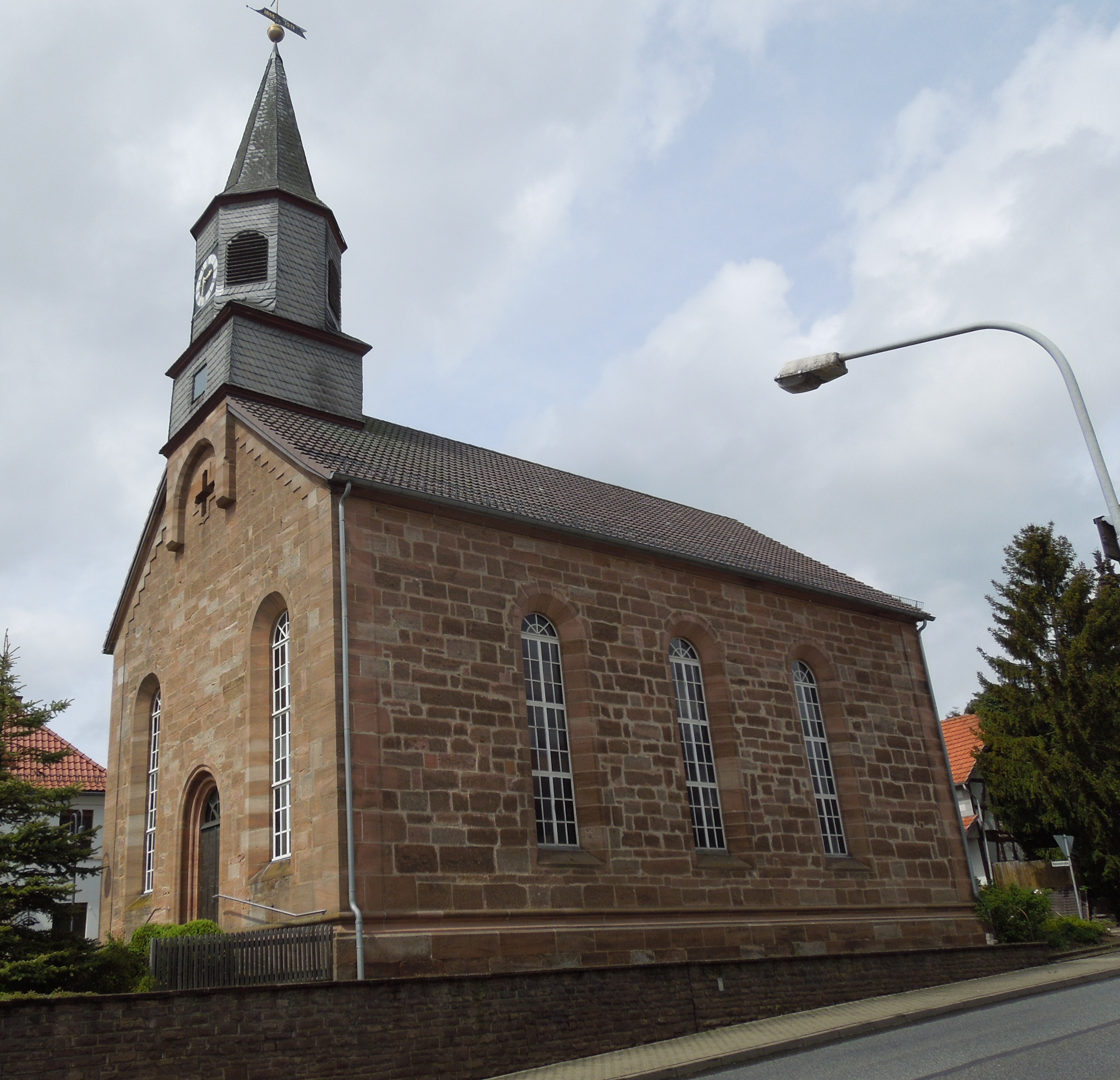
Ev. Dorfkirche

Zur Zeit des Dreißigjährigen Krieges stand Lischeid im Wiesengrund, heute Tiefe Bach genannt. Es wurde durch Feuer fast komplett zerstört. Bis vor einigen Jahren sah man noch einige Mauerreste, die an die alte Kirche erinnern, an der die Straße vorbeiführte, die Napoleon anlässlich seines Russlandfeldzuges im Jahre 1812 anlegte. Unter schwierigen Bedingungen wurde von 1855 bis 1856 die Dorfkirche neu erbaut. Die Kosten betrugen 2768 Taler. 1857 lebten 339 Einwohner in Lischeid, der Ort umfasste 49 Wohnhäuser. In der damaligen Schule saßen ca. 70 Schüler mit einem Lehrer. In der Kirche wurde 1878 eine Orgel eingeweiht, für die 2100 Mark gestiftet worden waren. 1892 wurde die erste Wasserleitung verlegt. Lischeid wurde 1883 eigenständige Pfarrei, 1895 stiftete Helwig Sprenger eine neue Orgel. Das heutige Pfarrhaus wurde 1897–1898 erbaut.
In den Kuckucksgärten wurde von 1902 bis 1903 eine Schule erbaut. Ein staatlicher Kindergarten wurde 1939 eingerichtet. Bei einem Tieffliegerangriff auf zurückziehende deutsche Truppen auf der Reichsstraße 3 (heutige B3) wurden am 29. März 1945 die Kirchenfenster der Dorfkirche zerstört. Lischeid konnte am 10. Juli 1954 die 700-Jahr-Feier begehen. Die Freiwillige Feuerwehr Lischeid wurde am 5. April 1955 gegründet. 1956 wurde eine neue Wasserleitung gebaut. Die Höfe Stern und Jünger sowie das Backhaus wurden 1963 für den Bau der Bundesstraße 3, der 1964 begann, abgerissen. Ebenfalls 1964 wurden Kanalisation und Dorfstraße gebaut. 1968 wurde der Dorfverschönerungsverein gegründet. Das erste Bezirksfeuerwehrfest in Lischeid wurde 1970 gefeiert. Von 1970 bis 1973 wurde die Dorfkirche grundlegend renoviert.
Durch die Bildung der Großgemeinde Gilserberg im Zuge der Gebietsreform in Hessen gab Lischeid am 31. Dezember 1971 seine Eigenständigkeit auf. Letzter Bürgermeister war Johannes Krähling. Die Gemeinde Lischeid bildet seitdem einen der Ortsteile Gilserbergs.
Für alle nach Gilserberg eingegliederten ehemals eigenständigen Gemeinden wurden Ortsbezirke mit Ortsbeirat und Ortsvorsteher nach der Hessischen Gemeindeordnung gebildet.
Die Dorfschule wurde 1975 geschlossen, die Kinder wurden von nun an mit dem Bus zur Hochlandschule nach Gilserberg gefahren. Im gleichen Jahr wurde der Löschwasserteich in Eigenleistung der Lischeider Bürger zu einem Schwimmbad ausgebaut. 1978 wurde die Grillhütte am Sportplatz errichtet. Mit einer Kupferarbeit wurde der Kircheneingang 1982 neu gestaltet. Die linke Türhälfte zeigt die Vertreibung aus dem Paradies und die rechte eine Auferstehungsszene. Von 1981 bis 1982 folgte der Umbau der ehemaligen Dorfschule durch einen Erweiterungsbau zum Dorfgemeinschaftshaus. Am 11. September 1982 gründete sich der Lischeider Jugendclub. Am Ortsausgang Richtung Josbach wurde 1985 eine Kläranlage für Lischeid gebaut.
1992 wurde die Friedhofshalle fertiggestellt. Der Umbau der bisher teilweise als öffentliche Viehwaage genutzten ehemaligen Schulscheune neben dem Dorfgemeinschaftshaus zum Feuerwehrhaus erfolgte 1998. Zudem entstand nebenan ein überdachter Grillplatz. Das zweite Bezirksfeuerwehrfest fand vom 16. bis zum 18. Juni 2000 statt. Am 1. Februar 2001 wurde die Lischeider Homepage ins Netz gestellt. Die Seite entstand im Rahmen der 750-Jahr-Feier und wurde dann weiter ausgebaut. Diese Feier fand vom 13. bis zum 17. Juni 2001 statt, in ihrem Rahmen wurden in Eigenleistung der ortsansässigen Vereine und Bürger ein neuer Dorfplatz und eine Schutzhütte an einem der umliegenden Wanderwege errichtet. 2007 wurde ein neues Feuerwehrfahrzeug beschafft. Hierbei handelte es sich um ein LF 10/6 mit Allradantrieb. Kleinere Umbaumaßnahmen der erst vor wenigen Jahren neu zum Feuerwehrhaus ausgebauten ehemaligen Schulscheune waren notwendig, um das neue Einsatzfahrzeug hier stationieren zu können.
Die Gemeinde Gilserberg beabsichtigt, im Rahmen des Stadtumbauprogramms, in den kommenden Jahren Mittel für eine umfassende Renovierung des Schwimmbades, des Dorfgemeinschaftshauses und des Kinderspielplatzes zur Verfügung zu stellen und den Ort so attraktiver zu gestalten.
Am 21. Juli 2009 besuchte der hessische Ministerpräsident Roland Koch den Ort und informierte sich über den Fortgang der Sanierungsmaßnahmen des Dorfgemeinschaftshauses im Rahmen des Konjunkturpaketes II. Die Einwohnerzahl ist in den vergangenen Jahren – hauptsächlich durch die geburtenschwachen Jahrgänge – rückläufig. Noch 1980 hatte Lischeid rund 450 Einwohner. Es ist ein Aussterben des alten Ortskernes zu beobachten. Dennoch wurden in den vergangenen 20 bis 25 Jahren mehrere Neubaugebiete erschlossen, welche heute überwiegend bebaut sind.
Durch Lischeid führte von jeher eine wichtige Nord-Süd-Handelsroute. Etwa 1,5 km nordwestlich von Lischeid existierte im Mittelalter eine nicht unbedeutende Höhenburg, die heute lediglich als Burgstall erhaltene Heimburg. In späteren Zeiten nutzten Lischeider Bürger die Straße als ehrliche Einnahmequelle. Sie spannten den Handelsleuten ihre Fuhrwerke vor, um sie über die Steigung der Hohen Warte in Richtung Gilserberg zu ziehen.

## Bevölkerung
Einwohnerstruktur 2011
Nach den Erhebungen des Zensus 2011 lebten am Stichtag, dem 9. Mai 2011, in Lischeid 336 Einwohner. Darunter waren 3 (0,9 %) Ausländer. Nach dem Lebensalter waren 42 Einwohner unter 18 Jahren, 138 zwischen 18 und 49, 78 zwischen 50 und 64 und 75 Einwohner waren älter. Die Einwohner lebten in 150 Haushalten. Davon waren 45 Singlehaushalte, 39 Paare ohne Kinder und 51 Paare mit Kindern, sowie 15 Alleinerziehende und keine Wohngemeinschaften. In 30 Haushalten lebten ausschließlich Senioren und in 90 Haushaltungen lebten keine Senioren.
Einwohnerentwicklung
| Quelle: Historisches Ortslexikon |                                                                 |
| • 1557:                          | 14 Hausgesesse                                                  |
| • 1585:                          | 15 Hausgesesse                                                  |
| • 1639:                          | 5 Familien (zuvor habe Lischeid 7 Jahre ganz in Ruinen gelegen) |
| • 1776:                          | 30 Haushalte, 200 Einwohner                                     |

| Lischeid: Einwohnerzahlen von 1834 bis 2016 | Lischeid: Einwohnerzahlen von 1834 bis 2016 | Lischeid: Einwohnerzahlen von 1834 bis 2016 | Lischeid: Einwohnerzahlen von 1834 bis 2016 | Lischeid: Einwohnerzahlen von 1834 bis 2016 |
| --- | ------------------------------------------- | ------------------------------------------- | ------------------------------------------- | ------------------------------------------- |
| Jahr |                                             |                                             |                                             | Einwohner                                   |
| 1834 | 1834                                        |                                             | 286                                         | 286                                         |
| 1840 | 1840                                        |                                             | 309                                         | 309                                         |
| 1846 | 1846                                        |                                             | 332                                         | 332                                         |
| 1852 | 1852                                        |                                             | 354                                         | 354                                         |
| 1858 | 1858                                        |                                             | 328                                         | 328                                         |
| 1864 | 1864                                        |                                             | 319                                         | 319                                         |
| 1871 | 1871                                        |                                             | 312                                         | 312                                         |
| 1875 | 1875                                        |                                             | 312                                         | 312                                         |
| 1885 | 1885                                        |                                             | 325                                         | 325                                         |
| 1895 | 1895                                        |                                             | 310                                         | 310                                         |
| 1905 | 1905                                        |                                             | 338                                         | 338                                         |
| 1910 | 1910                                        |                                             | 345                                         | 345                                         |
| 1925 | 1925                                        |                                             | 309                                         | 309                                         |
| 1939 | 1939                                        |                                             | 329                                         | 329                                         |
| 1946 | 1946                                        |                                             | 511                                         | 511                                         |
| 1950 | 1950                                        |                                             | 445                                         | 445                                         |
| 1956 | 1956                                        |                                             | 397                                         | 397                                         |
| 1961 | 1961                                        |                                             | 392                                         | 392                                         |
| 1967 | 1967                                        |                                             | 432                                         | 432                                         |
| 1980 | 1980                                        |                                             | ?                                           | ?                                           |
| 1990 | 1990                                        |                                             | ?                                           | ?                                           |
| 2000 | 2000                                        |                                             | ?                                           | ?                                           |
| 2011 | 2011                                        |                                             | 336                                         | 336                                         |
| 2016 | 2016                                        |                                             | 348                                         | 348                                         |
| Datenquelle: Historisches Gemeindeverzeichnis für Hessen: Die Bevölkerung der Gemeinden 1834 bis 1967. Wiesbaden: Hessisches Statistisches Landesamt, 1968. Weitere Quellen: LAGIS; Gemeinde Gilserberg; Zensus 2011 |                                             |                                             |                                             |                                             |

Historische Religionszugehörigkeit
| Quelle: Historisches Ortslexikon |                                                                   |
| • 1861:                          | 329 evangelisch-reformierte (=100 %) Einwohner                    |
| • 1885:                          | 325 evangelische (=100 %) Einwohner                               |
| • 1961:                          | 372 evangelische (= 94,90 %), 19 katholische (= 4,85 %) Einwohner |

Historische Erwerbstätigkeit
| • 1776: | zwei Müller, zwei Leineweber, 4 Schneider, ein Schmied, zwei Wagner, ein Kalk- und Ziegelbrenner, zwei Pottaschensieder, zwei Wirte, 10 Tagelöhner(-innen), ein Schäfer. |
| • 1838  | Familien: 30 Ackerbau, 11 Gewerbe, 10 Tagelöhner |
| • 1961  | Erwerbspersonen: 119 Land- und Forstwirtschaft, 77 produzierendes Gewerbe, 20 Handel und Verkehr, 10 Dienstleistungen und Sonstiges                                      |

## Politik
Für Lischeid besteht ein Ortsbezirk (Gebiete der ehemaligen Gemeinde Lischeid) mit Ortsbeirat und Ortsvorsteher nach der Hessischen Gemeindeordnung.
Der Ortsbeirat besteht aus fünf Mitgliedern. Bei den Kommunalwahlen in Hessen 2021 betrug die Wahlbeteiligung zum Ortsbeirat 59,15 %. Alle Kandidaten gehörten der „Freien Wählergemeinschaft Lischeid“ an. Der Ortsbeirat wählte Martin Dippel zum Ortsvorsteher.

## Sehenswürdigkeiten und Kultur
Es bestehen u. a. folgende Vereine: Freiwillige Feuerwehr, Landfrauenverein, Posaunenchor (Lischeid-Winterscheid-Heimbach), Jugendclub, Gefrierhausgemeinschaft, Dorfverschönerungsverein, Kirmesburschenschaft, Jagdgenossenschaft, Singkreis, Seniorenverein, Motorsportclub und diverse Stammtische.
Zu den jährlichen Festivitäten des Ortes zählen das Maifeuer (30. April), die Kirmes (zweites Wochenende im Mai), ein St.-Martins-Umzug und die Nikolausfeier für die Kinder. An Silvester – so ist es seit Jahren Brauch – gehen die Einwohner und deren Besucher durch den Ort und tauschen Wünsche für das neue Jahr aus. Einer der Treffpunkte ist der Hof vor dem Pfarrhaus.
Dorflinde

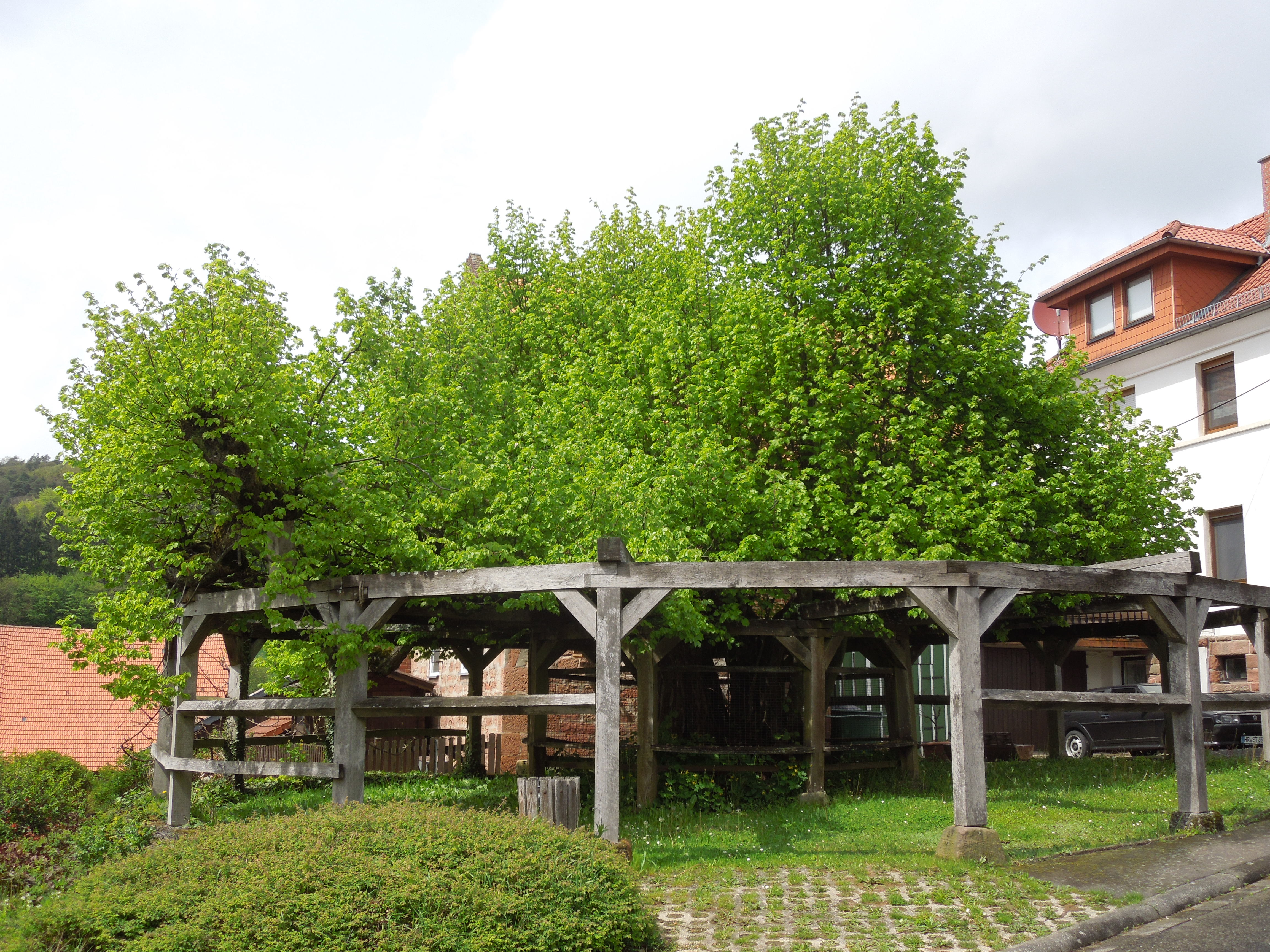
Die Dorflinde in Lischeid (2017)

Überregional bekannt ist die rund 1000-jährige Tanzlinde unterhalb der Kirche. Ein Auszug aus der Chronik der ehemaligen Lischeider Dorfschule zur Dorflinde (1949):
„Die Urkunden über unser Dorf reichen bis zum Jahre 1251 zurück. Die Linde ist viel älter. In dem Buch von Brohmer über Pflanzen in Lage, Brauchtum und Dichtung wird die Lischeider Linde erwähnt und ihr Alter mit etwa 1000 Jahre angegeben. In ihrer Jugend erfolgte ein künstlicher Eingriff in die natürliche Lebensweise. Alle Äste mit der Krone wurden seitwärts gelenkt und über ein Gerüst gespannt. Man zimmerte einen Rundgang, der mit den Jahren von einem Blätterdach gekrönt wurde. Die biegsamen Zweige wuchsen zu baumstarken Ästen, die heute schwer und wuchtig auf der starken Balkenlage liegen. Der kurze und umfangreiche Stamm bildet die Mittelsäule dieser einzigartigen Schattenhalle. In den Jahrhunderten sind einige Lehnsessel unter der Wucht der lebensmutigen Arme zusammengebrochen. Dann war aber immer eine besorgte Generation bereit, ein neues Gestühl zu errichten und die saftleeren Hohlräume in dem Stamm und in den Ästen mit Zementspeise auszugießen. So konnte sich die Gemeinde den letzten Zeitgenossen einer wechselvollen Zeitgeschichte erhalten.
Unter der Linde veranstaltete die Jugend die Kirmesfeiern und andere Tanzbelustigungen bis etwa 1925. Auch die Versammlungen der Gemeindeväter fanden unter der Linde statt. Im Schatten der alten Linde besprachen die Gemeindeglieder alle dörflichen Angelegenheiten.“

## Infrastruktur
Der Ort hatte 2016 etwa 350 Einwohner, mehrere kleine Handwerks- und Dienstleistungsbetriebe. Daneben bietet Lischeid unter anderem ein in Eigenregie der Bürger bewirtschaftetes halböffentliches Freibad, einen großen Kinderspielplatz, zwei Grillplätze mit festen Grillhütten, ein Dorfgemeinschaftshaus mit separaten Versammlungsräumen und einen selbstbewirtschafteten Jugendraum.
Verkehr
Lischeid wird von der Bundesstraße 3 durchschnitten. Trotz des seit 2006 bestehenden LKW-Fahrverbotes nutzen täglich hunderte LKW-Fahrer diese Route als „Mautflüchtlinge“ der A7/A5. Eine Forderung nach einer Ortsumgehung wurde bereits Ende der 1960er/Anfang der 1970er abgelehnt. Der Forderung nach Weiterbau der A49 wird durch Bürgerinitiativen seit vielen Jahren widersprochen.
Die B3 wurde in den Jahren 2005–2006 im Bereich der Ortsdurchfahrt sehr umfangreich erneuert. Eine Fußgängerampel an der B3 im Bereich der Kirche wurde errichtet. Auch die angrenzenden Bürgersteige wurden dabei neu gepflastert und in einem einzigartigen Projekt Geh- und Sehbehindertengerecht gestaltet.
Am nördlichen Ortseingang am Ende einer starken Gefällstrecke der B3 befindet sich eine fest installierte Geschwindigkeitskontrollanlage.